# Făurei, Vrancea
Făurei este un sat în comuna Garoafa din județul Vrancea, Moldova, România.

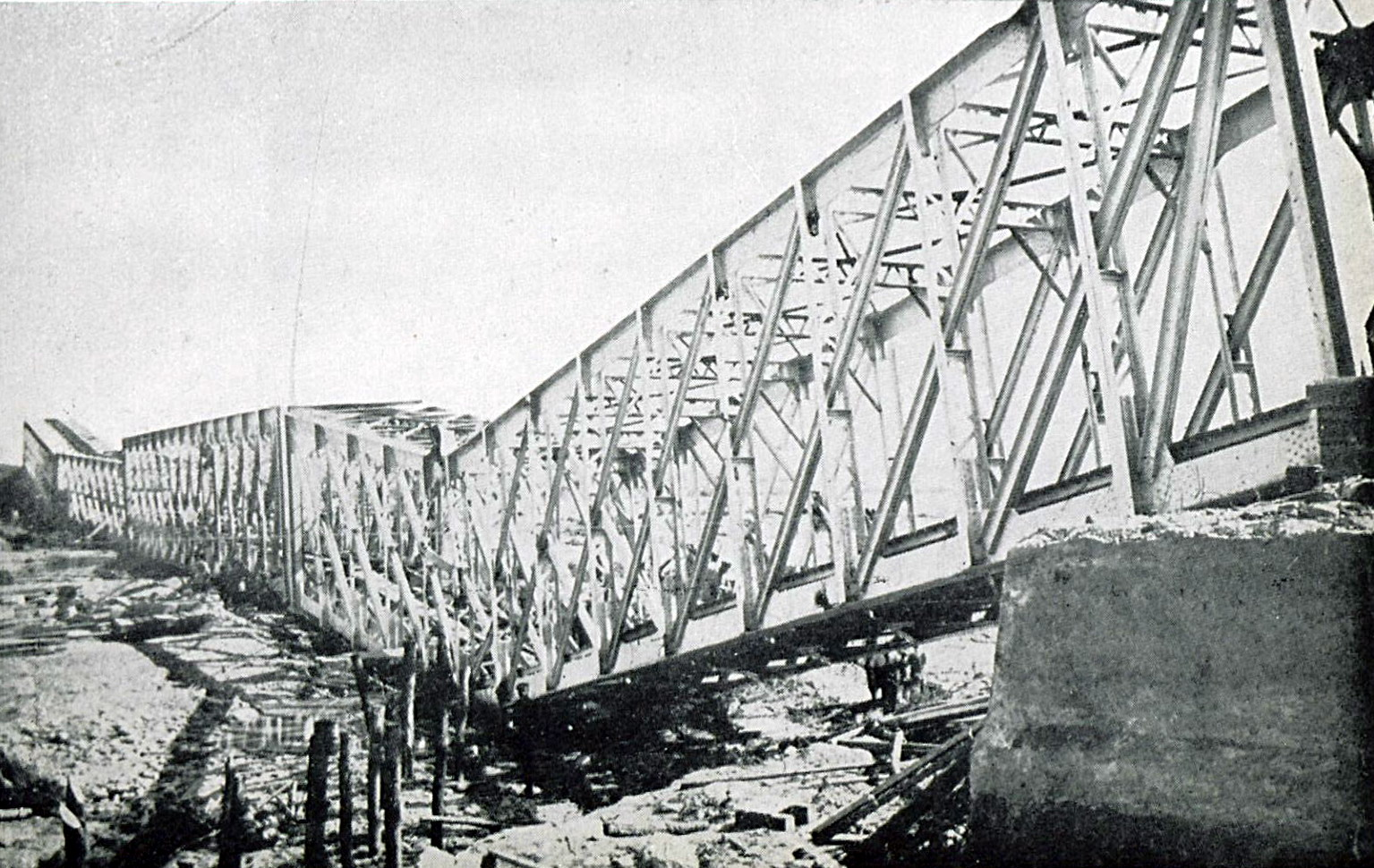
Podul de cale ferată de peste Putna, distrus în 1916

 Acest articol despre o localitate din județul Vrancea este deocamdată un ciot. Puteți ajuta Wikipedia prin completarea lui.